# Iglesia de la Sagrada Familia (Castellón de la Plana)
La iglesia parroquial de la Sagrada Familia, ubicada en la Ronda Magdalena, en Castellón de la Plana, en la comarca de la Plana Alta, es un edificio catalogado, de manera genérica, como Bien de Relevancia Local, según la Disposición Adicional Quinta de la Ley 5/2007, de 9 de febrero, de la Generalitat, de modificación de la Ley 4/1998, de 11 de junio, del Patrimonio Cultural Valenciano (DOCV Núm. 5.449 / 13/02/2007), con código: 12.05.040-031.
Pertenece a la Diócesis de Segorbe-Castellón.

## Historia
El crecimiento de la economía de Castellón a partir de 1883, tras las sucesivas guerras carlistas, supuso un aumento de la densidad de población que provocó la construcción de nuevos edificios por una mayor demanda social. Así, a finales del siglo XIX empieza a verse la necesidad de construir también más lugares de culto, entre ellos la iglesia conocida (así era llamada al menos en el periódico Heraldo de Castellón el 15 de junio de 1896, momento en que se llevó a cabo el inicio de las obras de construcción) en ese momento como la iglesia ”dels frares”. Se localizaba en la conocida Ronda Magdalena y se la llamaría más tarde iglesia de la Sagrada Familia. En el año 1900 finalizaron las obras, que estuvieron bajo la dirección del arquitecto Godofredo Ros de Ursinos, por encargo del sacerdote castellonense Juan Bautista Cardona Vives (1814-1890).
En un primer momento esta iglesia fue regentada por la Orden de los Hermanos Menores Capuchinos, más conocidos como padres capuchinos, desde el 22 de noviembre de 1903.
En octubre de 2005 durante la fiesta grande de San Félix se produjo el derrumbe del techo de la iglesia, lo que obligó a su restauración, obras que se han realizado en menos de un año.

## Descripción
En el momento de su construcción estaba de moda una arquitectura caracterizada por la mezcla de formas típicas de estilos anteriores, Gótico, Románico o Mudéjar, lo cual guarda una cierta consonancia con las características del Romanticismo artístico.
Así, Ros de Ursinos, lleva a cabo el proyecto de construcción de la Iglesia de la Sagrada Familia de un estilo neo románico con un exterior mujédar, en el que se enlazan arcos apuntados y decoración modernista, dando al edificio un carácter ecléctico.
Presenta planta basilical (por lo tanto forma rectangular con tres naves separadas por columnas, que en este caso son sustituidas por muros portantes consecutivos, generando la aparición, en las naves laterales de crujías) pero cuenta con motivos arquitectónicos propios de la arquitectura industrial de principios del siglo XX. La nave central es de gran tamaño y de altura superior a la de las laterales (que presentan capillas dedicadas a diversos santos y mártires de la Iglesia Católica). En el nivel superior a las capillas se abren ventanas de estilo mudéjar (forma rectangular rematadas con arcos apuntados de herradura), con vidrieras en las que predominan los colores verde y ambarino.
La planta presenta también un ábside de catorce lados, en cuyo interior se colocó el presbiterio, en el que se encuentra el altar mayor de mármol blanco y rojo Alicante.
Exteriormente destaca su fachada con una ecléctica portada típica de las construcciones de finales del siglo XIX, en la que se ven reminiscencias mudéjares y gótico tardías. La portada presenta un zócalo de fábrica de sillares de piedra de Borriol, del que surgen dos laterales que funcionan como contrafuertes.
De su interior destacan los arcos ligeramente apuntados que descansan en columnas de decorados capiteles. A los pies, hay coro alto y un gran rosetón.
Externamente puede observarse una torre campanario exenta a la planta de la iglesia, a la que se accede tras el atrio de la nave. Ya en el interior de la torre, se sube por una escalera de caracol que permite acceder a los dos niveles de la torre. En el primer nivel hay un reloj exterior, mientras que en el segundo se ubican las campanas, en un total de cuatro. Como decoración exterior de la cubierta de esta torre campanario se emplean láminas metálicas a modo de escamas, que cubre un ramazón íntregramente de madera.

## Fiestas
En septiembre, en concreto el último domingo de ese mes, se celebra la fiesta de la “Mare de Déu de la Balma, con tradicionales fiesta en la calle de la Mare de Déu de la Balma, que pertenece a la demarcación de la Parroquia de la Sagrada Familia.
El primer domingo de octubre hay otra fiesta en la calle, en este caso para celebrar Santa Bárbara, y en la calle Santa Bárbara, también dentro de la demarcación de esta parroquia.
El tercer domingo de octubre se celebra la fiesta de las calles de la Mare de Déu del Lledó y Lope de Vega.